# Костричено
Костричено — деревня в Смоленском районе Смоленской области России. Входит в состав Волоковского сельского поселения. Население — 8 жителей (2007 год). 
Расположена в западной части области в 39 км к северо-западу от Смоленска, в 11 км севернее автодороги А141 Орёл — Витебск, на берегу реки Гребелька. В 9 км южнее деревни расположена железнодорожная станция Голынки на линии Смоленск — Витебск. 

## История
В годы Великой Отечественной войны деревня была оккупирована гитлеровскими войсками в июле 1941 года, освобождена в сентябре 1943 года. 